# Sing Sing chiama Wall Street
Sing Sing chiama Wall Street (Buy & Cell) è un film comico del 1987 diretto da Robert Boris.

## Trama
Un innocente genio della borsa finisce in carcere con l'accusa di corruzione. Il primo si schiera con i detenuti, il secondo vorrebbe fare degli investimenti.